# Episodi di Barnaby Jones (quinta stagione)
La quinta stagione della serie televisiva Barnaby Jones è stata trasmessa in anteprima negli Stati Uniti d'America dalla CBS tra il 7 ottobre 1976 e il 19 maggio 1977.
| nº | Titolo originale        | Titolo italiano | Prima TV USA     | Prima TV Italia |
| -- | ----------------------- | --------------- | ---------------- | --------------- |
| 1  | Blood Vengeance         |                 | 7 ottobre 1976   |                 |
| 2  | Deadline for Dying      |                 | 14 ottobre 1976  |                 |
| 3  | Sins of Thy Father      |                 | 21 ottobre 1976  |                 |
| 4  | The Fatal Dive          |                 | 28 ottobre 1976  |                 |
| 5  | Final Ransom            |                 | 11 novembre 1976 |                 |
| 6  | Band of Evil            |                 | 18 novembre 1976 |                 |
| 7  | Voice in the Night      |                 | 2 dicembre 1976  |                 |
| 8  | The Bounty Hunter       |                 | 16 dicembre 1976 |                 |
| 9  | Renegade's Child        |                 | 23 dicembre 1976 |                 |
| 10 | Fraternity of Thieves   |                 | 30 dicembre 1976 |                 |
| 11 | Sister of Death         |                 | 6 gennaio 1977   |                 |
| 12 | The Deadly Charade      |                 | 13 gennaio 1977  |                 |
| 13 | Testament of Power      |                 | 20 gennaio 1977  |                 |
| 14 | Copy-Cat Killing        |                 | 27 gennaio 1977  |                 |
| 15 | A Simple Case of Terror |                 | 3 febbraio 1977  |                 |
| 16 | The Marathon Murders    |                 | 17 febbraio 1977 |                 |
| 17 | Duet for Dying          |                 | 24 febbraio 1977 |                 |
| 18 | Circle of Treachery     |                 | 3 marzo 1977     |                 |
| 19 | Anatomy of Fear         |                 | 17 marzo 1977    |                 |
| 20 | The Killer on Campus    |                 | 24 marzo 1977    |                 |
| 21 | The Deadly Valentine    |                 | 31 marzo 1977    |                 |
| 22 | Duet for Danger         |                 | 5 maggio 1977    |                 |
| 23 | The Inside Man          |                 | 12 maggio 1977   |                 |
| 24 | Run Away to Terror      |                 | 19 maggio 1977   |                 |